# Автошлях Т 1730
Автошля́х Т-17-30 (вилучений з категорії територіальних та переведений до обласних доріг з індексом О1710138)  - автомобільний шлях місцевого значення у Полтавській області. Проходе територією розформованих Котелевського та Чутівського районів по маршруту Велика Рублівка - Чутово через Велику Рублівку — Чутове. Загальна довжина — 36,1 км.

## Маршрут
Автошлях проходить через такі населені пункти:
| Автошлях Т 1730    |        |
| Полтавська область |        |
| Котелевський район |        |
| Велика Рублівка    | Т 1707 |
| Чутівський район   |        |
| Филенкове          |        |
| Козаче             |        |
| Коханівка          |        |
| Скороходове        |        |
| Кочубеївка         |        |
| Чутове             | E40М03 |